# Fischbachsee (Virngrund)
Der Fischbachsee ist ein künstlich angelegter See im baden-württembergischen Ostalbkreis zwischen dem Weiler Kalkhöfe im Stadtteil Rindelbach von Ellwangen nahe im Süden und dem Weiler Dankoltsweiler der Gemeinde Jagstzell etwas ferner im Norden.

## Lage und Zweck
Der See liegt im Naturraum der Ellwanger Berge und im Virngrund, einer waldreichen Landschaft im Nordosten des Kreises. Er wurde 1971 vom Wasserverband Obere Jagst durch Anstauung des Fischbachs geschaffen, eines der größeren, zur oberen Jagst hin entwässernden Bäche der Landschaft, um dessen Abfluss bei Hochwasser zurückzuhalten und zu speichern. Der eponyme Fischbach durchläuft den sein schmales Untertal füllenden Stausee von Ost nach West und mündet etwa einen halben Kilometer weiter in dieser Richtung von rechts zwischen dem Weiler Kalkhöfe im Stadtteil Rindelbach von Ellwangen und dem Weiler Schweighausen von Jagstzell in den Fluss. Durch den See zieht in selber Richtung die Grenze der Stadt Ellwangen zur Gemeinde Jagstzell.

## Daten
Der etwa 1,2 km lange und maximal etwa 110 Meter breite See hat eine Fläche von 8,9 Hektar, sein Stauziel liegt auf 429 m ü. NN. Das größtenteils bewaldete Einzugsgebiet umfasst etwa 17,0 km².

## Umgebung
Bis nahe ans Ufer reicht meistens Wald, geschlossenes Waldgebiet im Osten am oberen See und im Nordwesten sowie Hangwald unterhalb der offenen Hochebenen um Dankoltsweiler und bei Kalkhöfe. Neben der Fischbachtalaue oberhalb des Sees ist an seinem Mittelteil auch der linke Hang waldfrei, unterhalb des Damms füllt ein Erlenwäldchen das restliche Tal bis zur Jagstaue. Im oberen Teil des Sees liegt eine kleine Bauminsel.

## Badesee
Am See wird sommers gebadet. Am oberen Ende liegt nahe der von Dankoltsweiler über die Dankoltsweiler Sägmühle im aufwärtigen Fischbachtal nach Rindelbach durch den Wald führenden K 3228 ein Parkplatz; zwischen dem Damm und der Bachmündung liegen zwei weitere, die von einem kleinen Sträßchen erreichbar sind, das unmittelbar rechts der Jagst von Rindelbach über Kalkhöfe nach Schweighausen führt und dort Anschluss an die B 290 hat.
Weitere Seen in der Umgebung sind der etwas nähere, größere Orrotsee im Westen am linken Jagstzufluss Orrot und der kleinere und fernere Kreßbachsee im Süden bei Rindelbach, an denen ebenfalls Badebetrieb stattfindet.

### LUBW
Amtliche Online-Gewässerkarte mit passendem Ausschnitt und den hier benutzten Layern: Lage des Fischbachsees

Allgemeiner Einstieg ohne Voreinstellungen und Layer: Daten- und Kartendienst der Landesanstalt für Umwelt Baden-Württemberg (LUBW) (Hinweise)
1. 1 2  Länge und Breite abgemessen auf dem Hintergrundlayer Topographische Karte.
2. ↑  Seefläche nach dem Layer Stehende Gewässer.
3. ↑  Einzugsgebiet aufsummiert aus den Teileinzugsgebieten des Fischbachs nach dem Layer Basiseinzugsgebiet (AWGN), abzüglich des auf dem Hintergrundlayer Topographische Karte abgemessenen kleinen Zwickels zwischen Seeende und Fischbach.

### Andere Belege
1. ↑  Wolf-Dieter Sick: Geographische Landesaufnahme: Die naturräumlichen Einheiten auf Blatt 162 Rothenburg o. d. Tauber. Bundesanstalt für Landeskunde, Bad Godesberg 1962. → Online-Karte (PDF; 4,7 MB)
2. ↑  Seite zum Fischbachsee (Memento des Originals vom 8. Oktober 2016 im Internet Archive)  Info: Der Archivlink wurde automatisch eingesetzt und noch nicht geprüft. Bitte prüfe Original- und Archivlink gemäß Anleitung und entferne dann diesen Hinweis. auf der Website des Ostalbkreises.
3. ↑  Höhe nach blauer Beschriftung in der Seemitte auf: Geoportal Baden-Württemberg (Hinweise)